# Campeonato mundial A de hockey patines masculino de 1962
El XV Campeonato mundial de hockey sobre patines masculino se celebró en Santiago de Chile, entre el 28 de marzo y el 5 de abril de 1962. Esta no fue sólo la primera edición del torneo en disputarse en América del Sur sino también la primera en disputarse fuera de Europa.
En el torneo participaron las selecciones de 10 países incluidos en un único grupo. Los encuentros se desarrollaron en el Gimnasio Nataniel de Santiago de Chile.
El vencedor del torneo, disputado por el método de liguilla fue la selección de Portugal. La segunda plaza fue para la selección de Italia y la medalla de Bronce para la selección de España.

## Equipos participantes
De las 10 selecciones nacionales participantes del torneo, 6 son de Europa y 4 de América.
| Alemania Occidental |
| Argentina           |
| Brasil              |
| Chile               |
| España              |
| Italia              |
| Países Bajos        |
| Portugal            |
| Suiza               |
| Uruguay             |

## Torneo
| Equipo              | Pts | PJ | PG | PE | PP | GF | GC | DG  |
| ------------------- | --- | -- | -- | -- | -- | -- | -- | --- |
| Portugal            | 16  | 9  | 7  | 2  | 0  | 60 | 9  | +51 |
| Italia              | 15  | 9  | 6  | 3  | 0  | 28 | 16 | +12 |
| España              | 15  | 9  | 7  | 1  | 1  | 33 | 8  | +25 |
| Suiza               | 10  | 9  | 4  | 2  | 3  | 30 | 34 | -4  |
| Argentina           | 10  | 9  | 5  | 0  | 4  | 22 | 27 | -5  |
| Uruguay             | 7   | 9  | 3  | 1  | 5  | 16 | 30 | -14 |
| Países Bajos        | 6   | 9  | 2  | 2  | 5  | 21 | 30 | -9  |
| Chile               | 5   | 9  | 2  | 1  | 6  | 25 | 30 | -5  |
| Brasil              | 3   | 9  | 1  | 1  | 7  | 21 | 49 | -28 |
| Alemania Occidental | 3   | 9  | 1  | 1  | 7  | 15 | 38 | -23 |

- Resultados

| Fecha    | Partido             | Partido | Partido             | Resultado |
| -------- | ------------------- | ------- | ------------------- | --------- |
| 28.03.62 | Portugal            | -       | Países Bajos        | 7-1       |
| 28.03.62 | Italia              | -       | Argentina           | 3-1       |
| 28.03.62 | Chile               | -       | Brasil              | 4-1       |
| 29.03.62 | Argentina           | -       | Brasil              | 8-3       |
| 29.03.62 | Portugal            | -       | Alemania Occidental | 6-0       |
| 29.03.62 | Italia              | -       | Suiza               | 3-3       |
| 29.03.62 | España              | -       | Países Bajos        | 5-2       |
| 29.03.62 | Uruguay             | -       | Chile               | 3-2       |
| 30.03.62 | Portugal            | -       | Uruguay             | 10-1      |
| 30.03.62 | Italia              | -       | Países Bajos        | 2-1       |
| 30.03.62 | Argentina           | -       | Chile               | 3-2       |
| 30.03.62 | España              | -       | Suiza               | 5-2       |
| 31.03.62 | Portugal            | -       | Suiza               | 5-0       |
| 31.03.62 | España              | -       | Argentina           | 4-0       |
| 31.03.62 | Países Bajos        | -       | Brasil              | 4-2       |
| 31.03.62 | Alemania Occidental | -       | Chile               | 3-2       |
| 01.04.62 | Portugal            | -       | Brasil              | 11-2      |
| 01.04.62 | Chile               | -       | Suiza               | 8-1       |
| 01.04.62 | Argentina           | -       | Países Bajos        | 2-1       |
| 01.04.62 | España              | -       | Uruguay             | 2-1       |
| 01.04.62 | Italia              | -       | Alemania Occidental | 2-2       |
| 02.04.62 | Suiza               | -       | Alemania Occidental | 2-1       |
| 02.04.62 | Italia              | -       | Uruguay             | 4-2       |
| 02.04.62 | España              | -       | Brasil              | 7-0       |
| 02.04.62 | Chile               | -       | Países Bajos        | 3-3       |
| 03.04.62 | Italia              | -       | España              | 2-1       |
| 03.04.62 | Uruguay             | -       | Alemania Occidental | 4-3       |
| 03.04.62 | Portugal            | -       | Argentina           | 9-1       |
| 03.04.62 | Suiza               | -       | Países Bajos        | 7-3       |
| 04.04.62 | Portugal            | -       | Chile               | 10-2      |
| 04.04.62 | Italia              | -       | Brasil              | 6-3       |
| 04.04.62 | España              | -       | Alemania Occidental | 7-0       |
| 04.04.62 | Argentina           | -       | Uruguay             | 4-0       |
| 05.04.62 | Brasil              | -       | Suiza               | 4-4       |
| 05.04.62 | Argentina           | -       | Alemania Occidental | 2-0       |
| 05.04.62 | España              | -       | Chile               | 2-1       |
| 05.04.62 | Uruguay             | -       | Países Bajos        | 1-1       |
| 06.04.62 | Portugal            | -       | Italia              | 2-2       |
| 06.04.62 | Países Bajos        | -       | Argentina           | 5-1       |
| 06.04.62 | Suiza               | -       | Alemania Occidental | 7-2       |
| 06.04.62 | Uruguay             | -       | Brasil              | 1-0       |
| 07.04.62 | Brasil              | -       | Alemania Occidental | 6-4       |
| 07.04.62 | Suiza               | -       | Uruguay             | 4-3       |
| 07.04.62 | Italia              | -       | Chile               | 4-1       |
| 07.04.62 | Portugal            | -       | España              | 0-0       |